# Saverio Patrizi
Saverio Patrizi Naro Montoro (Roma, 11 gennaio 1902 – Roma, 21 febbraio 1957) è stato un esploratore, entomologo e speleologo italiano.

## Biografia
Settimo e ultimo figlio del marchese Filippo dei Patrizi Naro Montoro e Maddalena Gondi, nacque a Roma nel 1902. Terminati gli studi liceali, nel 1919 si trasferisce nella Somalia italiana, a seguito della Società Romana di Colonizzazione, restando in Africa sino al 1924, esplorando l'entroterra somalo e il vicino Kenya, raccogliendo reperti zoologici. 
Dopo aver interrotto il suo soggiorno in Africa per adempiere al servizio militare, dopo esserci tornato per una spedizione venatoria nel Congo Belga già nel 1927, torna nel continente africano nel 1928 a seguito della spedizione dell'amico Raimondo Franchetti in Dancalia. La spedizione aveva tra i suoi obiettivi, oltre a quelli scientifici, il recupero delle salme della perduta spedizione di Giuseppe Maria Giulietti e il tentativo di allacciare rapporti con i ras locali per allargare l'influenza italiana sul territorio.
Nel 1929 si era sposato con Giulia Carrega Bertolini.
Per la sua esperienza in terra africana nel 1931 è incaricato dal Museo di storia naturale Giacomo Doria di Genova di raccogliere reperti faunistici a Gialo e nell'oasi di Cufra. Nel 1934 è inviato dallo stesso museo per svolgere la medesima mansione lungo il corso del Giuba e nell'Oltregiuba. Il museo riceverà poi la sua collezione di reperti zoologici africani.
Gli anni seguenti li trascorre tra Egitto, Somalia e Etiopia, dove nel 1938 diviene responsabile dell'ufficio sovraintendenza alla caccia. Venne richiamato alle armi a seguito dell'entrata in guerra dell'Italia nel secondo conflitto mondiale, entrando a far parte del Gruppo squadroni "Cavalieri di Neghelli". Dopo esser stato fatto prigioniero e internato in vari campi, gli fu permesso di collaborare con il museo Coryndon di Nairobi.
Prima dello scoppio della guerra, progettò il primo parco naturale coloniale italiano nel corso del basso Giuba, che però non trovò compimento a seguito degli eventi successivi al conflitto.
Ritorna in patria nel 1946, dove si appassiona alla biospeleologia, esplorando grotte nel centro Italia e Sardegna in collaborazione con il Circolo Speleologico Romano, di cui diventerà anche presidente.
Nel 1954 fu nominato commissario nazionale dell'istituto nazionale di entomologia di Roma. Muore nel febbraio 1957 investito da un'auto.
Nel corso della sua vita scrisse numerosi libri dedicati ai suoi viaggi e safari.